# Neurophyseta conantia
Neurophyseta conantia is een vlinder uit de familie van de grasmotten (Crambidae). De wetenschappelijke naam van de soort is voor het eerst gepubliceerd in 1996 door Eugenie Phillips-Rodriguez & Maria Alma Solis.
De soort komt voor in Costa Rica.